# Star Wars: Battlefront (datorspel 2004)
Star Wars: Battlefront är ett TPS-FPS-spel baserat på Star Wars-filmerna, och det första spelet i serien Battlefront. Spelet släpptes den 21 september 2004 till Playstation 2, Xbox och Microsoft Windows, samtidigt som de tre första Star Wars-filmerna släpptes på DVD. Aspyr släppte en Macintosh-version i juli 2005 och en mobilversion vid namn Star Wars Battlefront Mobile släpptes den 1 november 2005.

## Handling
Spelet skildrar krigen i Star Wars och går att spela både i enspelarläge ("story mode") och flerspelarläge. Spelstatistik för den egna användaren och andra spelare finns sedan tillgängligt på en Internetsida.
I enspelarläget går det att antingen spela i lag ("galactic conquest"), kampanjer (som "Galactic Civil War" eller "Clone wars"), eller i ett friare läge ("instant action") där spelaren kan välja bana och medverkande lag. I galactic conquest är spelaren medlem i ett lag som har som mål att ta över galaxen. När man erövrat en planet får man en bonus som går att använda i senare strider, till exempel jedi-riddare, bättre robotar, eller möjlighet att sabotera fordon.

### Fotnoter
1. ↑  ”Star Wars: Battlefront” (på engelska). Mobygames. 11 mars 2004. http://www.mobygames.com/game/star-wars-battlefront. Läst 15 maj 2015.